# 山地大學
山地大學（法語：Université des Montagnes）是一座位於喀麥隆西部區Bangangté的私立大學，成立於2000年。
其前身是成立於1994年的教育發展協會。2000年開學時有43名學生。

## 外部連結
- Université des Montagnes Website （页面存档备份，存于） （法文）
- Academy For Educational Development (AED) Website （页面存档备份，存于）